# Агатангел Константинидис
Агатангел (на гръцки: Αγαθάγγελος, Агатангелос) е гръцки духовник, митрополит на Гревена (1901 - 1910), Драма (1910 - 1922), Неокесария (1922 - 1924), Принцовите острови (1924 - 1927) и Халкидон (1927 - 1932).

## Биография
Роден е с име Стилианос Константинидис (Στυλιανὸς Κωνσταντινίδης) в 1864 година в малоазиатския град Магнисия, поради което носи името Магнис (Μάγνης). Учи в гръцката гимназия в Смирна, а в 1879 година се записва в Семинарията на Халки, която завършва през 1886 година. През годините 1886-1892 работи като архидякон на митрополит Агатангел Ефески, който му е съгражданин и настойник. Преподава в училищата в Магнисия, работи като проповедник и в 1877 година основава религиозното братство „Симбния“. От 1892 до 1896 г. учи право в Берлин и Париж. Прекарва и 4 месеца в Лондон, за да научи английски език.
През октомври 1896 година е повикан от Лондон, за да води курсове в богословско училище в Халки. През октомври 1901 година е избран за гревенски митрополит. В Гревена работи активно в подкрепа на гръцката въоръжена пропаганда. През март 1910 година е прехвърлен в Драма, където замества митрополит Хрисостом. В Драма също подкрепя борбата срещу българщината. За заслугите си е награден с Ордена на Архангелите. В 1914 година е член на законодателната комисия за духовните дела.
По време на Първата световна война от 21 юли 1916 до 1919 година е принуден да остане в Солун, тъй като Драма е в български ръце. Подкрепя роялистката партия. Развива широка пропагандна дейност срещу българската окупация. Връща се в Драма през юни 1919 г., след одобрение от страна на гръцкото правителство и позволение на Светия Синод. През 1920 г. иска и получава одобрението на Вселенската патриаршия за пренасяне на костите на патриарх Неофит VIII Константинополски (родом от Кюпкьой) в манастира „Богородица Икосифиниса“.
От Драма на 25 октомври 1922 година Агатангел е прехвърлен в Неокесария, от там на 20 март 1924 година в новосъздадената епархия на Принцовите острови, а след това на 2 април 1927 г. Светият синод го избира за халкидонски митрополит. През юни 1932 г. подава оставка по здравословни причини, и става титулярен ефески митрополит. Умира на 16 август 1935 година в Халки, където е и погребан.